# Umberto Panini
Umberto Panini (Pozza di Maranello, 3 febbraio 1930 – Modena, 29 novembre 2013) è stato un imprenditore italiano, cofondatore dell'omonima azienda produttrice di figurine, assieme ai celeberrimi fratelli Giuseppe, Benito e Franco Cosimo.

## Biografia
Figlio di Antonio Panini e Olga Cuoghi, dal 1959, sposato con Adriana Bertacchini, da tutti conosciuta come "Tina", dalla quale ha avuto i figli Manuela, Marco, Giovanni e Matteo.
Dopo varie esperienze professionali in Venezuela, nel 1964 rientra a Modena su esortazione del fratello Giuseppe che gli scrisse la ormai storica frase "..l'America è qua". Al suo ritorno, affianca quindi i fratelli Giuseppe, Benito e Franco nell'attività delle Edizioni Panini, in cui si occupa in particolare della parte industriale e produttiva, progettando e realizzando personalmente svariati macchinari adibiti alle varie necessità dell'azienda, tra cui la celebre "Fifimatic".
Grazie alla sua fortissima inclinazione tecnica e ad un team familiare affiatato e collaborativo, l'azienda modenese si assicura così in pochi anni la leadership internazionale nel settore delle figurine da collezione. 
Abbandonato il campo dell'editoria, Umberto Panini fonda l'azienda "Hombre" agroalimentare a ciclo biologico, dove produce un Parmigiano Reggiano Dop.
Sì è spento a Modena il 29 novembre 2013.